# Nikita Wladimirowitsch Bogoslowski

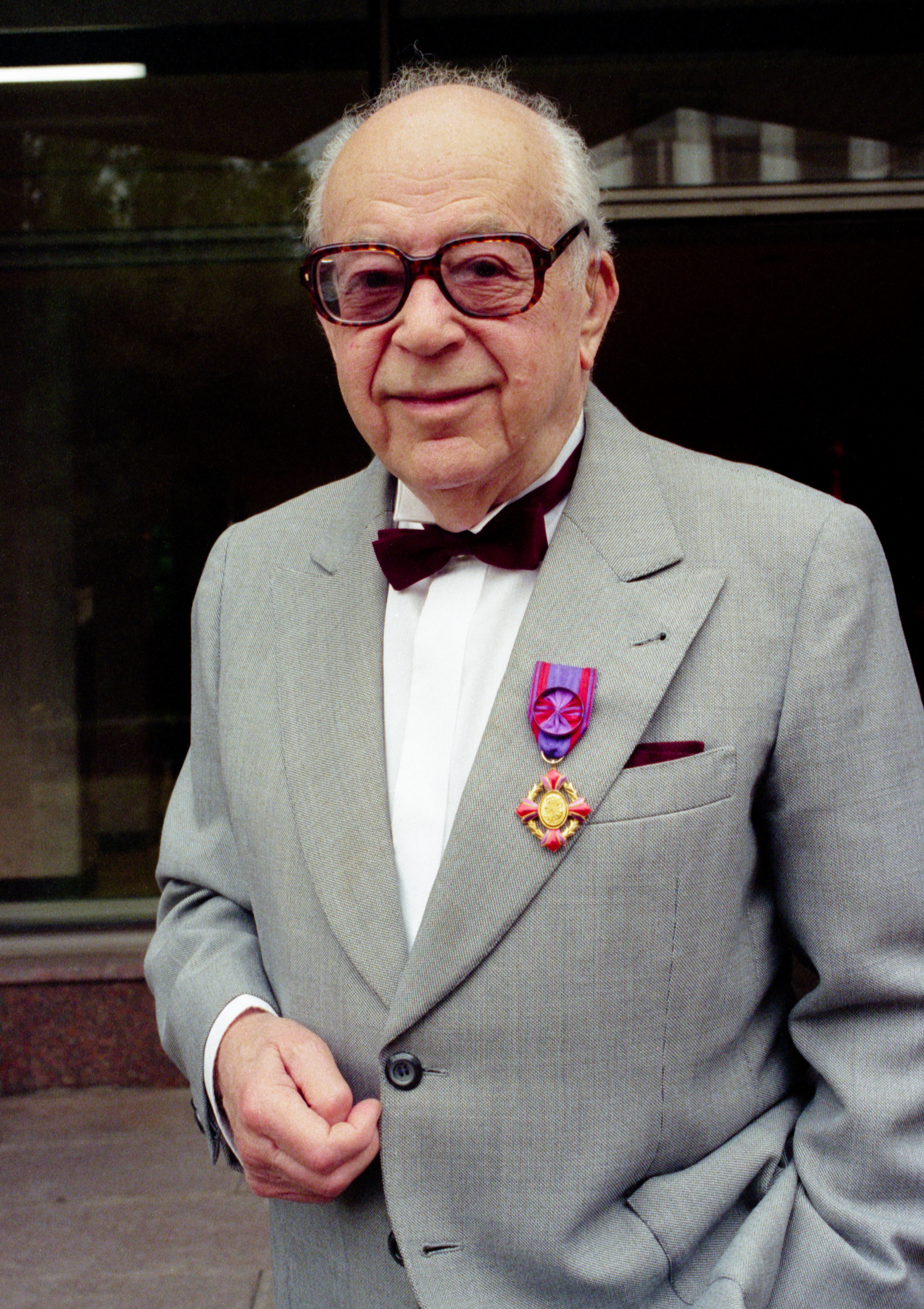
Nikita Wladimirowitsch Bogoslowski

Nikita Wladimirowitsch Bogoslowski (russisch Никита Владимирович Богословский, wiss. Transliteration Nikita Vladimirovič Bogoslovskij; * 9. Maijul. / 22. Mai 1913greg. in Sankt Petersburg, Russisches Kaiserreich; † 4. April 2004 in Moskau, Russland) war ein russischer und sowjetischer Komponist, Dirigent, Pianist, Musikpublizist, Autor und Humorist.

## Leben
Bogoslowski, Sohn einer Familie aus dem Landadel, lernte durch seine Mutter früh die Lieder von Alexander Wertinski kennen und nahm schon als Schüler in den Jahren 1927/28 Privatunterricht bei Alexander Glasunow. Im Alter von 15 Jahren schrieb er seine erste Musikkomödie, die 1929 in Leningrad uraufgeführt wurde. Im selben Jahr belegte er am Musiktechnikum das Fach Komposition bei Gawriil Popow. Von 1930 bis 1934 studierte er als Externer am Leningrader Konservatorium Komposition bei Pjotr Rjasanow und Musiktheorie bei Maximilian Steinberg, Christofor Kuschnarjow und Wladimir Schtscherbatschow.
1934 wurde Bogoslowskis Familie, die im Zuge der Revolution 1917 ihre Landgüter in den Provinzen Nowgorod und Tambow verloren hatte, zu Zeiten des Großen Terrors unter Stalin zunächst nach Syktywkar verbannt, dann nach Kasan. Der 21-jährige Bogoslowski blieb unbehelligt in Leningrad.
Er begann eine Karriere als Filmkomponist. Seine erste Filmmusik schrieb er 1937 zu dem Streifen Treasure Island [О́стров сокро́вищ]. Vor allem die Lieder aus diesen Filmmusiken, komponiert im leichten Genre der Estrada-Musik, erreichten einen hohen Bekanntheitsgrad. Frühe Erfolge erzielte er im Vorfeld und während des Zweiten Weltkriegs mit Songs zu Filmen wie Fighter Planes [Истребители] (1939) und Two Soldiers [Два бойца] (1943). Zu seinen beliebtesten Liedern zählten Beloved City [Любимый город] (1939), Dark Mounds are Sleeping [Спят курганы тёмные] (1940), Dark Night [Тёмная ночь] (1942), Boats Full of Mullets [Шаланды полные кефали] (1942), Lisaveta [Лизавета] (1942) und I Dreamed of You for Three Years [Три года ты мне снилась] (1946). Als Winston Churchill das Lied Dark Night, gesungen von Iwan Koslowski, 1943 bei einem Aufenthalt in Moskau hörte, war er so begeistert, dass er hundert Platten davon nach Großbritannien schicken ließ. Zudem gab Bogoslowski während des Kriegs regelmäßig Konzerte für Frontsoldaten und für Verwundete in Lazaretten. Zeitweise arbeitete er in den Filmstudios Kiew und wurde nach dem Überfall der deutschen Wehrmacht auf die Sowjetunion vorübergehend nach Taschkent evakuiert.
Bekannte Interpreten wie Mark Bernes, Leonid Utjossow und Sergei Lemeschew verbreiteten Bogoslowskis Lieder weiter. Viele der Songs, die später auch unabhängig vom Kino entstanden, erlangten eine Popularität, die selbst in postsowjetischen Zeiten noch anhielt. Wladislaw Kasenin, ein Kollege Bogoslowskis, resümierte: „Seine Lieder repräsentieren die Geschichte unseres Landes.“
Dennoch geriet auch Bogoslowski 1948 im Zuge von Andrei Schdanows Strafkampagne gegen missliebige Künstler ins Visier der Zensoren. Einigen seiner Lieder wurde vorgeworfen, sich im Tonfall am Gaunermilieu Odessas zu orientieren statt an der offiziellen sowjetischen Moral und Ästhetik. Ihrer Verbreitung tat dies keinen Abbruch, doch erst in der Tauwetter-Periode nach Stalin wurde dieses Verdikt aufgehoben.
In den 1960er bis 1980er Jahren gab Bogoslowski Hunderte von Konzerten vor ausverkauften Häusern im ganzen Land und trat als Dirigent auch im Ausland auf. In der Sowjetunion genoss er trotz seiner berühmten humoristischen Sketche und seiner teils bösen Witze eine Art Narrenfreiheit und war häufig Gast in Fernsehshows, was ihm den inoffiziellen Titel „The King of Gags“ eintrug.
Um sich ganz dem Komponieren widmen zu können, vermied er offizielle Ämter. In seinem Werk finden sich auch regimenahe Lieder wie Lenin in jedem von uns, zudem mokierte er sich 1964 in einem Artikel, durchaus passend zur herrschenden Ideologie, über den Rummel um die Beatles. Dennoch war er nie Parteimitglied und führte ein für sowjetische Verhältnisse ungewöhnliches, dem Luxus und schnellen Autos nicht abgeneigtes Leben. 1965 wurde er Vizepräsident der Gesellschaft für sowjetisch-französische Beziehungen. In dieser Funktion reiste er häufig nach Paris und war mit Jean Marais, Yves Montand, Simone Signoret und Jean Gabin befreundet. Zudem war er u. a. von 1976 bis 1980 Vorstandsmitglied im Komponistenverband und von 1981 bis 1985 Vorstandsmitglied im Kinematographistenverband der UdSSR.
Er starb im April 2004, begraben wurde er auf dem Nowodewitschi-Friedhof in Moskau.

## Schaffen
Bogoslowski war vielseitig tätig. Vor allem war er als Komponist des leichten Genres bekannt, er schuf rund 300 Lieder, 17 Operetten und Musikkomödien, etwa 80 Theater- und 120 Filmmusiken, so zu Die drei Holzfäller (1959) oder Reiter ohne Kopf (1973). Stilistisch verarbeitete er in seinen Songs Einflüsse aus verschiedensten Richtungen, verschmolz Elemente aus dem amerikanischen Jazz, aus französischen Chansons, aus englischen Balladen und aus unterschiedlichen urbanen Regionen Russlands. Er komponierte auch in klassischen Gattungen, schrieb 8 Sinfonien, weitere Orchesterwerke, 3 Opern und Musikdramen nach Texten von Alexander Blok und Isaak Babel, ein Ballett, ein Oratorium, Chor- sowie Kammermusik, darunter 2 Streichquartette.
Er wirkte außerdem als Musikpublizist, veröffentlichte zahlreiche Fachartikel und Kritiken. Darüber hinaus war er Autor mehrerer  humoristischer Bücher, u. a. der erfolgreichen Notes on the Brims of a Hat [Заметки на полях шляпы и кое-что еще] (1997), und schrieb komödiantische Stücke und Satiren. Zusätzliche Bekanntheit erreichte Bogoslowski durch seine Radio- und TV-Präsenz.

## Sonstiges
- Dmitri Schostakowitsch musste, nachdem er 1936 öffentlich angeprangert worden war, seine 5. Sinfonie 1937 vorab einem Prüfgremium in einer vierhändigen Klavierfassung vorstellen – Bogoslowski war dabei sein Tastenpartner. Die Anhörung verlief positiv, die Sinfonie durfte uraufgeführt werden.[13]

- Zum 80. Geburtstag des Komponisten 1993 wurde der Asteroid (3710) Bogoslovskij nach ihm benannt.[14]

- Zu Ehren Bogoslowskis wurde 1998 auf dem Moskauer Sternplatz, einer Art Walk of Fame der russischen Popkultur, eine Gedenkplatte angebracht.[1]

## Auszeichnungen
- 1946 Orden des Roten Sterns[4]
- 1968 Verdienter Künstler der RSFSR
- 1971 Orden des Roten Banners der Arbeit
- 1966, 1968, 1973 Ehrenmedaille der Bergarbeiter
- 1973 Volkskünstler der RSFSR
- 1983 Volkskünstler der UdSSR
- 1986 Orden der Heiligen Kyrill und Methodius (Bulgarien)
- 1986 Goldmedaille A. P. Alexandrow
- 1980 Ordre des Arts et des Lettres (Frankreich)
- 1998 Verdienstorden für das Vaterland, IV. Klasse
- 2003 Internationaler Preis Für Glaube und Treue der Stiftung St. Andreas [Международная премия Андрея Первозванного За веру и верность]
- 2003 Verdienstorden für das Vaterland, III. Klasse

## Anmerkung
1. ↑  Die Mehrzahl der Quellen, vor allem der russischen, gibt als Sterbedatum den 4. April 2004 an. New Grove, MGG und einzelne andere nennen den 3. April.